# 聖公會都柏林暨格蘭達洛教區
聖公會都柏林暨格蘭達洛教區（英語：United Dioceses of Dublin and Glendalough）是聖公會愛爾蘭教會都柏林教省下面的一個教區。
教區轄區包括都柏林郡全部、威克洛郡幾乎全部、基爾代爾郡大部，以及萊伊什郡、韦克斯福德郡和卡洛郡的一部。座堂是基督教會座堂。
都柏林主教的名銜最早見於公元633年，但直到1038年才有第一名主教被祝聖的紀錄。現任主教為邁克爾．傑克遜，他同時也是都柏林大主教、愛爾蘭主教長。